# 1886 في الولايات المتحدة
فيما يلي قوائم الأحداث التي وقعت خلال عام 1886 في الولايات المتحدة.

## سياسة

### تعيين في المنصب
- 14 يناير – جوزيف فوراكر حاكم ولاية أوهايو  [لغات أخرى]‏.
- 14 يناير – ويليام لارابي حاكم أيوا [الإنجليزية]‏.
- 2 يونيو – فرانسيس كليفلاند السيدة الأولى للولايات المتحدة.

### انتهاء فترة المنصب
- 10 أبريل – جوزيف بوليتزر عضو مجلس النواب الأمريكي.
- 12 أبريل – هويل ادموندز جاكسون عضو مجلس الشيوخ الأمريكي.

## ظهور
- 1 يناير – كوزموبوليتان
- 1 يناير – كولا
- 8 مايو – كوكا كولا

## كتب
من الكتب التي صدرت هذه السنة في الولايات المتحدة:
- 1 يناير – البوسطنيون من تأليف هنري جيمس.

## مواليد

### يناير
- 11 يناير – تشيستر كونكلين
- 16 يناير – مارتن فاوست ممثل من الولايات المتحدة الأمريكية.
- 17 يناير – قلين إل مارتن

### فبراير
- 3 فبراير – بات هارمون ممثل من الولايات المتحدة الأمريكية.
- 9 فبراير – إدوارد إل يهي سياسي أمريكي.
- 10 فبراير – أولين هولاند
- 11 فبراير – ريمون ويست
- 27 فبراير – هوغو بلاك سياسي أمريكي.

### مارس
- 6 مارس – جورج أندرسون
- 8 مارس – إدوارد كندال كيميائي أمريكي.
- 9 مارس – جو بوردو ممثل من الولايات المتحدة الأمريكية.
- 18 مارس – إدوارد إيفرت هورتون
- 21 مارس – تشارلز أدلر ممثل من الولايات المتحدة الأمريكية.
- 24 مارس – إدوارد ويستون مصور أمريكي.
- 24 مارس – شارلوت مينو ممثلة من الولايات المتحدة الأمريكية.

### أبريل
- 14 أبريل – إدوارد سي تولمان عالم نفس أمريكي.
- 16 أبريل – مارغريت ويلسون مغنية من الولايات المتحدة الأمريكية.
- 30 أبريل – جيس روبنز
- 30 أبريل – ديك إليوت

### مايو
- 22 مايو – بولين بوش ممثلة من الولايات المتحدة الأمريكية.
- 30 مايو – فرانك كومرفورد ووكر سياسي أمريكي.

### يونيو
- 6 يونيو – تايلر بروك ممثل من الولايات المتحدة الأمريكية.
- 26 يونيو – توماس ميلر

### يوليو
- 31 يوليو – فريد كويمبي منتج أفلام من الولايات المتحدة الأمريكية.

### أغسطس
- 4 أغسطس – فرنسيس وتيار بينل عالم نبات أمريكي.

### سبتمبر
- 14 سبتمبر – ستانلي كيتشيل
- 16 سبتمبر – هاري لويس ملاكم من الولايات المتحدة الأمريكية.
- 17 سبتمبر – بيلي بابكي ملاكم من الولايات المتحدة الأمريكية.
- 22 سبتمبر – هوبارت كافانو ممثل أمريكي.
- 24 سبتمبر – جيمس بورك ممثل أمريكي.
- 26 سبتمبر – وليام بيلي ممثل أمريكي.
- 27 سبتمبر – ريمون مولي

### أكتوبر
- 2 أكتوبر – بي ريفيس إيسون
- 5 أكتوبر – كارتر ديهافن
- 17 أكتوبر – أرنست وليام غودباستير
- 25 أكتوبر – جاي فرانك غليندون ممثل من الولايات المتحدة الأمريكية.
- 31 أكتوبر – تشارلز كينج

### نوفمبر
- 13 نوفمبر – ألفا م مبكين سياسي أمريكي.
- 30 نوفمبر – كارل ستراس

### ديسمبر
- 1 ديسمبر – جيفرسون كافيري دبلوماسي أمريكي.
- 14 ديسمبر – ويدا بيرجير
- 18 ديسمبر – تاي كوب لاعب كرة قاعدة من الولايات المتحدة الأمريكية.
- 20 ديسمبر – هازل هوتشكيس وايتمان
- 25 ديسمبر – جون دافيدسون ممثل من الولايات المتحدة الأمريكية.

## وفيات

### يناير
- 1 يناير – ناثان براون (مواليد 1807)
- 10 يناير – بنيامين اف. كونلي (مواليد 1815) سياسي من الولايات المتحدة الأمريكية.
- 26 يناير – ديفيد أتشيسون (مواليد 1807) سياسي أمريكي.

### فبراير
- 9 فبراير – وينفيلد سكوت هانكوك (مواليد 1824) ضابط من الولايات المتحدة الأمريكية.

### أبريل
- 2 أبريل – جون باكستر (مواليد 1819) سياسي أمريكي.
- 27 أبريل – هنري ريتشاردسون (مواليد 1838) مهندس معماري أمريكي.

### مايو
- 15 مايو – إيميلي ديكنسون (مواليد 1830) شاعرة أمريكية.
- 17 مايو – جون دير (مواليد 1804) مخترع من الولايات المتحدة الأمريكية.

### يونيو
- 26 يونيو – ديفيد ديفيس (مواليد 1815) سياسي أمريكي.

### أغسطس
- 4 أغسطس – صامويل تيلدن (مواليد 1814) سياسي أمريكي.
- 31 أغسطس – يعقوب هامبلين (مواليد 1819) دبلوماسي أمريكي.

### نوفمبر
- 18 نوفمبر – تشستر آرثر (مواليد 1829) رئيس الولايات المتحدة الأمريكية الأسبق.
- 21 نوفمبر – تشارلز فرانسيس آدمز (مواليد 1807) سياسي أمريكي.

### ديسمبر
- 26 ديسمبر – جون أ لوجان (مواليد 1826) سياسي أمريكي.
- 30 ديسمبر – ويليام وينغ لورينغ (مواليد 1818) سياسي أمريكي.